# Cinnamomum kotoense
Cinnamomum kotoense Kaneh. & Sasaki – gatunek rośliny z rodziny wawrzynowatych (Lauraceae Juss.). Występuje naturalnie na wyspie Lan Yu należącej do Republiki Chińskiej. 

## Morfologia
PokrójZimozielone drzewo dorastające do 15 m wysokości.
LiścieNaprzeciwległe lub prawie naprzeciwległe. Mają kształt od owalnego do podłużnie owalnego. Mierzą 8–11 cm długości oraz 4–6 cm szerokości. Są nagie. Nasada liścia jest zaokrąglona. Blaszka liściowa jest o ostrym wierzchołku. Ogonek liściowy ma brązowoczerwonawą barwę i dorasta do 15 mm długości.
OwoceMają jajowaty kształt, osiągają 14 mm długości i 10 mm szerokości, są nagie.

## Biologia i ekologia
Rośnie w lasach. Owoce dojrzewają od sierpnia do września.